# Czesław Slezák
Czesław Slezák (ur. 9 listopada 1929 w Przełajce, zm. 10 września 1997 w Bydgoszczy) – polski poeta.

## Życiorys
Ukończył filologię polską na KUL oraz studia historyczne na Uniwersytecie Śląskim. W 1970 roku uzyskał stopień doktora za rozprawę Stosunki węgiersko-słowackie w XIX wieku. Debiutował jako poeta na łamach tygodnika "Słowo Powszechne". W latach 1955–1958 był redaktorem Polskiego Radia, w latach 1958-1960 redaktorem tygodnika "Echo Tyskie", zaś w latach 1961–1978 redaktorem Wydawnictwa "Śląsk". Od 1977 roku należał do PZPR. Od 1978 roku mieszkał w Bydgoszczy. W latach 1982–1984 był redaktorem Wydawnictwa "Pomorze".

## Twórczość
- Złoty Klucz
- Drugi brzeg
- Pachnie kora
- Wołam cię Jeruzalem (w języku polskim i hebrajskim)
- Piękna dziewczyna
- Kamienny wiatr
- Niepokój czarodzieja
- Pieśni olimpijskie
- Pożegnanie
- Ogłoszenie matrymonialne
- Obietnica
- Listy miłosne
- Katastrofa
- Herezje